# 황초 (후진)
황초(皇初)는 중국 후진(後秦) 문환제(文桓帝)의 첫 번째 연호이다. 394년 4월에서 399년 9월까지 6년 6개월 동안 사용하였다.
같은 시기에 사용된 다른 연호로는 동진(東晉)에서 사용한 태원(太元 : 376년 ~ 396년), 융안(隆安 : 397년 ~ 401년), 전진(前秦)에서 사용한 태초(太初 : 386년 ~ 394년), 연초(延初 : 394년), 후연(後燕)에서 사용한 건흥(建興 : 386년 ~ 396년), 영강(永康 : 396년 ~ 398년), 청룡(靑龍 : 398년), 건평(建平 : 398년), 장락(長樂 : 399년 ~ 401년), 서진(西秦)에서 사용한 태초(太初 : 388년 ~ 400년), 후량(後凉)에서 사용한 인가(麟嘉 : 389년 ~ 396년), 용비(龍飛 : 396년 ~ 399년), 북량(北凉)에서 사용한 신새(神璽 : 397년 ~ 399년), 천새(天璽 : 399년 ~ 401년), 남량(南凉)에서 사용한 태초(太初 : 397년 ~ 399년), 서연(西燕)에서 사용한 중흥(中興 : 386년 ~ 394년), 북위(北魏)에서 사용한 등국(登國 : 386년 ~ 396년), 황시(皇始 : 396년 ~ 398년), 천흥(天興 : 398년 ~ 404년)이 있다.

## 연대대조표
| 황초                | 원년                           | 2년        | 3년                  | 4년             | 5년                                 | 6년                 |
| 서력                | 394년                          | 395년      | 396년                | 397년           | 398년                               | 399년               |
| 육십간지 (六十干支) | 갑오(甲午)                     | 을미(乙未) | 병신(丙申)           | 정유(丁酉)      | 무술(戊戌)                          | 기해(己亥)          |
| 동진 (東晉)         | 태원(太元) 19년                | 20년       | 21년                 | 융안(隆安) 원년 | 2년                                 | 3년                 |
| 전진 (前秦)         | 태초(太初) 9년 연초(延初) 원년 | -          | -                    | -               | -                                   | -                   |
| 후연 (後燕)         | 건흥(建興) 9년                 | 10년       | 11년 영강(永康) 원년 | 2년             | 3년 청룡(靑龍) 원년 건평(建平) 원년 | 장락(長樂) 원년     |
| 서진 (西秦)         | 태초(太初) 7년                 | 8년        | 9년                  | 10년            | 11년                                | 12년                |
| 후량 (後凉)         | 인가(麟嘉) 6년                 | 7년        | 8년 용비(龍飛) 원년  | 2년             | 3년                                 | 4년                 |
| 북량 (北凉)         | -                              | -          | -                    | 신새(神璽) 원년 | 2년                                 | 3년 천새(天璽) 원년 |
| 남량 (南凉)         | -                              | -          | -                    | 태초(太初) 원년 | 2년                                 | 3년                 |
| 서연 (西燕)         | 중흥(中興) 9년                 | -          | -                    | -               | -                                   | -                   |
| 북위 (北魏)         | 등국(登國) 9년                 | 10년       | 11년 황시(皇始) 원년 | 2년             | 3년 천흥(天興) 원년                 | 2년                 |

## 같이 보기
- 중국의 연호

| 이전 연호 건초(建初) | 중국의 연호 후진(後秦) | 다음 연호 홍시(弘始) |